# International Bureau for the Suppression of the Trafﬁc in Women and Children
International Bureau for the Suppression of the Trafﬁc in Women and Children var en internationell organisation för att motarbeta människohandel, specifikt handel med kvinnor och barn för prostitution, som då var känt under termen vit slavhandel. 

## Historik
International Bureau bildades under en konferens av flera kvinnoföreningar i London 1899. 
Det var en systerförening till National Vigilance Association, som dock hamnat i konflikt med Association for Moral and Social Hygiene (AMSH), Storbritanniens representant i International Abolitionist Federation, eftersom den hade en tendens att prioritera kampen mot prostitution som sådan framför kvinnors rättigheter.
International Bureau arrangerade internationella konferenser och deltog med visst inflytande i den internationella debatten mot människohandel under första hälften av 1900-talet. 
En av de huvudsakliga destinationerna för offren för vit slavhandel var bordeller i Egypten ägda av utländska medborgare. I Alexandria etablerades 1904 en lokalavdelning av International Bureau for the Suppression of the Trafﬁc in Women, och ytterligare en lokalavdelning i Port Said 1914, men de europeiska ambassaderna i Egypten ville inte stödja en lag mot sexhandeln då det skulle störa utländska medborgares särskilda rättsliga situation och bordellägarna tillhörde konsulernas mest frekventa klienter.